# Leslie Santos
Leslie George Santos, em mandarim 山度士 (20 de julho de 1966), é um ex-futebolista e treinador de futebol de Hong Kong, que jogava como meio-atacante. Considerado um dos melhores jogadores de sua posição na história do território, nasceu no seio de uma família luso-descendente (ou macaense) radicada em Hong Kong.

## Carreira em clubes
Sua carreira em clubes está praticamente toda ligada ao South China, clube que defendeu entre 1983 e 1997. Após defender o Golden/Sun Hei por 5 temporadas, encerrou a carreira pela primeira vez em 2002, aos 34 anos.
Oito anos depois, retornou aos gramados pelo Advance Tai Chung, onde disputou algumas partidas e encerrou oficialmente a carreira de jogador. Na época, Leslie Santos já trabalhava como auxiliar-técnico do Sun Hei, e também seria o treinador principal da equipe ainda em 2009.
Após a aposentadoria, inaugurou uma escola de futebol com seu nome ("Santos Soccer Training Limited Hong Kong").

## Seleção
Leslie Santos é considerado um dos melhores jogadores da Seleção de Hong Kong, que defendeu entre 1987 e 2000. Seus números com a camisa honconguesa ainda são desconhecidos.